# Alt Agenès
L'Alt Agenès, (en occità: Naut Agenés, en francès: Haut Agenais)) és un parçan o comarca d'Occitània situat a la Guiena. La seva vil·la principal és Vilanuèva d'Agen.
Segons la proposta de divisió territorial d'Occitània del diari Jornalet, basada en l'obra de Frederic Zégierman Le Guide des pays de France, L'Alt Agenès estaria ubicat a la regió de la Guiena, subregió d'Agenès.
Oficialment, les comunes de l'Alt Agenès estan adscrites administrativament al departament francès d'Òlt i Garona (nord-est), a la regió administrativa de Nova Aquitània.